# Daesung
Kang Dae-sung (hangul: 강대성; Incheon, 26 de abril de 1989), más conocido por su nombre artístico Daesung, es un cantante y presentador de televisión surcoreano. Daesung hizo su debut como cantante en 2006 en su grupo musical BigBang. Debutó como solista con la canción "Look at me Gwisun" en 2008 Desde la creación de los Gaon Chart, Daesung consiguió dos Top 10 songs, el digital single "Cotton Candy" en 2010 y "Wings" en el 2012 con el álbum de BigBang Alive.
En 2013, bajo su nombre artístico D-Lite, realizó su primer solo japonés bajo YGEX, llamado D'scover y presentado en su primer tour a Japón. El siguiente año, publicó D'slove y su primer álbum Delight en su segundo tour, eso hizo a Daesung el primer solista coreano en reunir más de 100,000 fanáticos para dos tours japoneses. En 2017, hizo su primer Dome tour, realizando una actuación o show con 200.000 personas y sacó su segundo álbum, D-Day, convirtiéndolo en el segundo artista masculino en conseguir dos álbumes primeros consecutivos en Japón después de Michael Jackson .

## Biografía
Daesung nació en Itaewon y asistió a la Kyeongin High School, pero dejó esta para centrarse en sus actividades con Big Bang. Eventualmente, pasó sus exámenes de entrada en 2008 y entró al departamento de música posmoderna en Kyung Hee University en 2008.
Antes de su debut con BigBang, Daesung era el único miembro que no tenía fama. Participó en la audición de la YG Entertainment y fue elegido para concursar en el programa. El padre de Daesung se oponía a que este se convirtiera en cantante, esto fue hasta que en el documental se muestra como hay una charla y Daesung envía una carta de vídeo donde confiesa como se siente a su padre y posteriormente, este acepta la decisión de Daesung.

## Carrera

### 2006-07: Debut con BigBang
BigBang hizo su primera aparición en el 19 de agosto de 2006 en el décimo aniversario de la «YG Family», Daesung debutó junto a G-Dragon, T.O.P, Taeyang y Seungri. 
El debut fue bastante exitoso, su primer sencillo alcanzó las 40,000 copias. En este álbum aparecieron títulos bastantes sonados, incluyendo "La La La", "We Belong Together" y "Forever with you" en colaboración con su compañera de labores Park Bom, Daesung también grabó su primer sencillo en solitario "Try Smile" (Hangul: 웃어본다; Romanización: Useo Bonda) para el primer álbum de BigBang Since 2007.
Poco después del debut con BigBang, Daesung fue diagnosticado con Nódulo (voz)nódulo, por aproximadamente un año, desarrolló fobia social, aunque gracias a la ayuda de su compañera «Gummy» que había tenido la misma condición antes, mejoró bastante. Antes de que salga el segundo álbum de BigBang, la condición de Daesung tuvo una gran mejora.

## Filmografía

### Film
| Año  | Título                                          | Rol      | Nota(s)                    |
| ---- | ----------------------------------------------- | -------- | -------------------------- |
| 2010 | Las aventuras de Sammy: Un viaje extraordinario | Sammy    | Doblaje coreano, con Sulli |
| 2016 | Big Bang Made                                   | Él mismo | Documental de Bigbang      |

### Shows de Variedad
| Año       | Transmisor  | Título             | Rol               |
| --------- | ----------- | ------------------ | ----------------- |
| 2008-2009 | MBC TV      | Show! Music Core   | Coanfitrión       |
| 2008-2010 | SBS (Corea) | Family Outing      | Reparto principal |
| 2010-2011 | SBS (Corea) | Night After Night  | Coanfitrión       |
| 2013      | MTV Japón   | D'splay            | Coanfitrión       |
| 2013      | MTV Japón   | D'splay returns    | Coanfitrión       |
| 2013      | MBC TV      | Infinity Challenge | Invitado          |
| 2017      | SBS (Corea) | Fantastic Duo      | Invitado          |

## Discografía

### Corea

#### Sencillos Digitales
- Look at me Gwisoon
- Big Hit!
- Cotton Candy

### Japón

#### Álbumes de estudio
- D'slove

1. Rainy Rainy
2. Omoi Tsunotte (想い募って; Soliciting Feelings)
3. SHUT UP
4. Futari? Hitori!! (二人?一人!!; Two People? One Person!!)
5. Dress
6. Useo Bonda (ウソボンダ; Try Smiling)
7. Samete, Nemure (醒めて、眠れ; Awake and Asleep)
8. Sekai ga Owatte mo (世界が終わっても; Even if the World Will End)
9. Nalbwa Gwisoon (ナルバキスン; Look At Me, Gwisoon)
10. I LOVE YOU / D-LITE (from BIGBANG) feat. Hakase Tarou

- D'scover

1. Hi no Ataru Sakamichi (陽のあたる坂道, Sun-Lit Hill) (Original: Do As Infinity)
2. Ai (アイ; Love) (Original: Hata Motohiro)
3. Utautai no Ballad (歌うたいのバラッド; Singing a Ballad) (Original: Saito Kazuyoshi)
4. Zenryoku Shounen (全力少年; Full-Powered Boy) (Original: Sukima Switch)
5. Hello (Original: ayaka)
6. Joyful (じょいふる) (Original: Ikimonogakari)
7. Yasashisa de Afureru You ni (やさしさで溢れるように; Like Overflowing with Kindness) (Original: JUJU)
8. Aitakute Ima (逢いたくていま; I Want To See You Now) (Original: MISIA)
9. Yume no Tsubomi (夢の蕾; Flower Bud of Dreams) (Original: Remioromen)
10. BABY DON'T CRY
11. WINGS
12. Konya wa Boogie Back nice vocal feat. VERBAL (m-flo) (今夜はブギー・バック; Boogie Back Tonight) (Original: Ozawa Kenji feat. Scha Dara Parr)

#### Miniálbum
- Rainy Rainy

1. Rainy Rainy
2. Wake And Asleep
3. Try Smiling (Japanese Version)
4. Look At Me, Gwisoon (Japanese Version)

- Delight

1. Nalbwa Gwisoon (Look at me, Gwisun)
2. Daebakiya (A Big Hit!)
3. Furui Nikki (original: Wada Akiko)
4. Dou ni mo Tomaranai (どうにもとまらない) (original: Yamamoto Linda)
5. Nalbwa Gwisoon (Look at me, Gwisun) -Groovy EDM Remix-
6. Nalbwa Gwisoon (Look at me, Gwisun) -Karaoke-
7. Daebakiya (A Big Hit!) -Karaoke-
8. Furui Nikki -Karaoke-
9. Dou ni mo Tomaranai -Karaoke-

- D-Day

1. Intro (君へ (To You))
2. D-Day
3. VENUS
4. The Sign
5. ハルカゼメロディ (Melody of Spring Wind)
6. 近未來 (Near Future)
7. Anymor

#### Sencillo
- I Love You

1. I Love You (feat.Jaime)
2. I Love You (Inst)